# Jan Wils (Architekt)

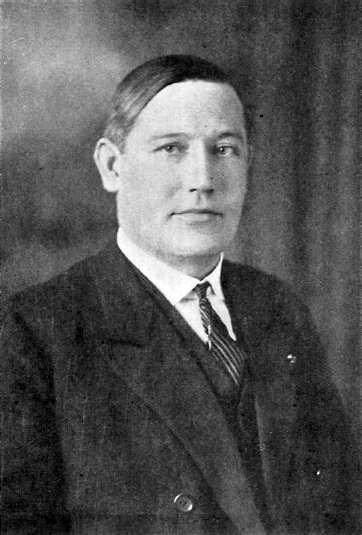
Jan Wils (1928)

Jan Wils (* 22. Februar 1891 in Alkmaar; † 11. Februar 1972 in Voorburg) war ein niederländischer Architekt.
Als ein maßgeblicher Vertreter der Amsterdamer Schule zählte er bis in die 1920er Jahre zu den bekanntesten niederländischen Architekten, sein Werk nach dem Zweiten Weltkrieg blieb jedoch weitgehend ungeschätzt. Einst berühmt, wurde er zu seinen späteren Lebzeiten geradezu verschmäht.
Jahrzehntelang wurde er überwiegend als ein Gründungsmitglied der avantgardistischen Künstlervereinigung de Stijl wahrgenommen, wo er indes im Schatten bekannterer Mitglieder wie Theo van Doesburg oder Piet Mondrian stand. Er wurde gerne als „Vorkriegsarchitekt“ bezeichnet und seine architektonischen Verdienste auf einige wenige frühe Arbeiten reduziert.
Auch wenn er als Architekt des Olympiastadions in Amsterdam nach dem Zweiten Weltkrieg nicht mehr an seine Vorkriegserfolge anknüpfen konnte, wird sein Œuvre posthum zunehmend geschätzt. Mit seiner vom Stil des Amerikaners Frank Lloyd Wright tief beeinflussten Architektur, wie der Den Haager Wohnanlage Papaverhof, dem Amsterdamer „City“-Lichtspieltheater, dem Bürogebäude der Centrale Onderlinge-Versicherung in Den Haag, wie auch seiner intensiven publizistischen Tätigkeit wird er als ein Bindeglied zwischen HP Berlage und seiner eigenen Stilentwicklung sowie dem Funktionalismus mit deutlichem Einfluss auf die zeitgenössische Architektur angesehen.
Nach dem Zweiten Weltkrieg erhielt Wils auch Aufträge aus den Vereinigten Staaten und Übersee, wie zum Beispiel aus Curaçao; in den Niederlanden widmete er sich weitgehend dem Wohnungsbau für die Mittelschicht. Gleichwohl gilt das Olympiastadion auch in der Retrospektive als sein unbestrittenes Hauptwerk.
Sein Gesamtwerk umfasst deutlich mehr als 200 architektonische Arbeiten.

## Leben
Jan Wils war der älteste Sohn des mittelständischen Bauunternehmers Evert Wils und dessen Ehefrau Jannetje Blankman. Von 1903 bis 1907 nahm er an einer gewerblichen Ausbildung an der Burgeravondschool in Alkmaar teil. Kurz danach entstand eine seiner ersten architektonischen Studien, ein Jugendstil-Giebel der Apotheke von L. Kruier aus dem Jahr 1908. 1910 erhielt er sein HBS (Hoogere Burger School)-Diplom, das mit dem deutschen Realschulabschluss vergleichbar ist. Von 1910 bis 1913 war er im väterlichen Betrieb tätig. Der Vater ermöglichte ihm mehrere Studienaufenthalte, unter anderem in Deutschland und weckte sein Interesse an der Architektur, indem er ihn mit kleineren Projekten, wie der Errichtung von Sommerhäuschen sowie diversen Umbauten betraute, die von Familienmitgliedern oder Bekannten bei seiner Bauunternehmung in Auftrag gegeben wurden.
1912 trat Wils als Volontär in den Dienst der Stadtverwaltung Alkmaar. Möglicherweise hat er in dieser Zeit an der Neugestaltung der Alkmaarer Schapenbrug von 1912 mitgearbeitet, da sich im Wils-Archiv des Niederländischen Architekturinstituts unsignierte technische Zeichnungen der Brücke befinden.
Es ist unbekannt, ob er tatsächlich an der Technischen Hochschule in Delft Architektur studierte, was oft unterstellt wird. Sein Name erscheint indes in keinem dortigen Studenten- oder Einschreibungsverzeichnis. Möglicherweise und wahrscheinlicher belegte er stattdessen Kurse bei Joseph Cuypers (1861–1949) und/oder Jan Stuyt (1868–1934) in Amsterdam.

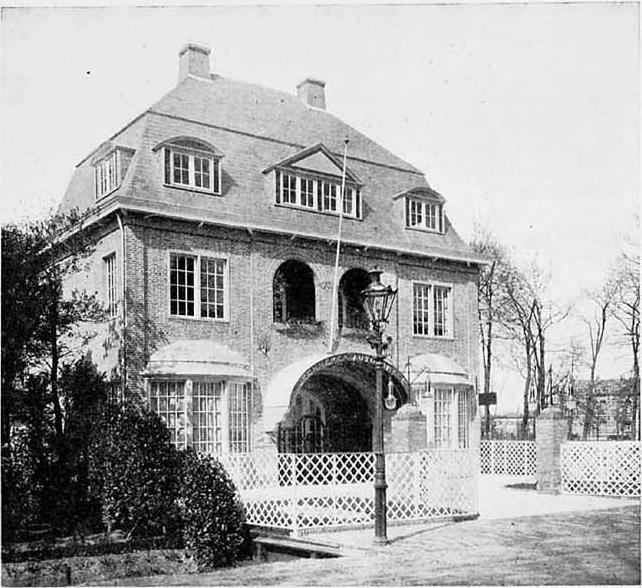
Sein erstes größeres Projekt: Autowerkstatt in Alkmaar

Im Juni 1912 nahm Wils anlässlich einer Ausstellung zum Thema Backstein an einem Wettbewerb der Maatschappij tot Bevordering der Bouwkunst (Gesellschaft zur Förderung der Baukunst) zum Entwurf eines „ländlichen Wohnhauses“ teil, das – so lauteten die Vorgaben – so weit wie möglich aus Backstein erstellt sein und einen Herstellungspreis von ƒ 2.200 nicht überschreiten sollte. Mehr als 120 Beiträge wurden eingereicht, Wils gewann hinter dem Den Haager Architekten Willem Verschoor den zweiten Platz und erregte die Aufmerksamkeit der Alkmaarer Firma Stikkel, Olt en Tenzeldam, die ihm den Auftrag erteilte, eine Autowerkstatt zu entwerfen. Dieses erste größere Projekt gestaltete er als monumentales Gebäude mit zurückhaltenden klassizistischen Elementen und einer nicht sichtbaren Konstruktion aus Betonarmierungen. Die besondere Herausforderung des Projektes war es, ein mitten in einem Wohnviertel der Stadt gelegenes Betriebsgebäude zu schaffen, das sich in diese Umgebung harmonisch einfügte, ohne die erforderliche Funktion einer Autowerkstatt mit Tankstelle und Verkaufsbereich zu beeinträchtigen.
In der Architekturzeitschrift Bouwkundig Weekblad von 1914 wurde Wils' Werk als für solche Aufgaben beispielgebend genannt und lobend erwähnt. Im selben Jahr entwarf Wils ein Arbeiterwohnhaus in Alkmaar und ein Sommerhaus in Bergen.

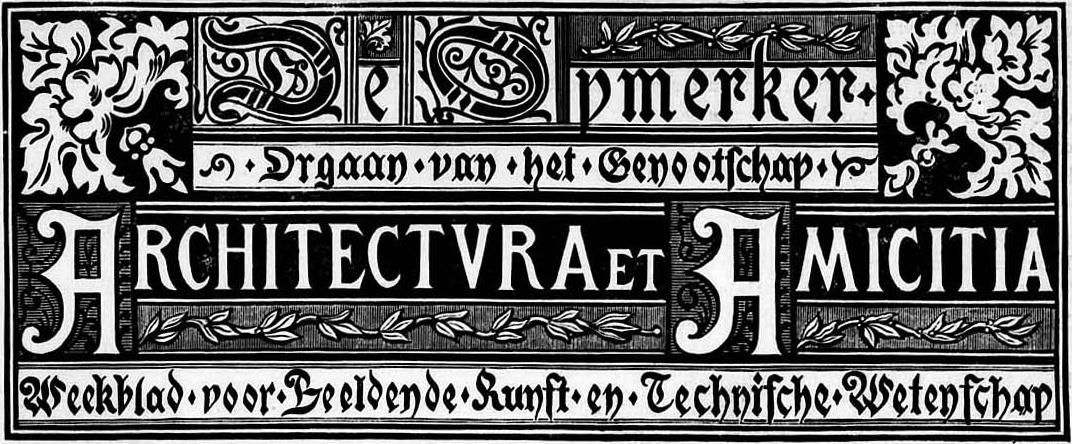
Architectura et Amicitia

1913 zog Wils nach Den Haag um, wo er eine Anstellung im Architekturbüro Johan Mutters erhalten hatte. In seiner Freizeit nahm er an einem Architekturwettbewerb der niederländischen Architektenvereinigung Architectura et Amicitia teil und erreichte wiederum einen zweiten Platz. Hierdurch wurde Hendrik Petrus Berlage als Jurymitglied auf ihn aufmerksam und stellte ihn als Zeichner ein.
In dieser Den Haager Zeit entwickelte Wils, angeregt durch Berlage, seine Überzeugungen für eine bessere sozialistische Welt und ein harmonischeres Zusammenleben der Gesellschaft. Dabei ging Wils deutlich weiter als Berlage und suchte nach dem Ideal einer tendenziell kommunistischen Gesellschaftsordnung – Gedanken, die er später mit anderen Mitgliedern der De-Stijl-Gruppe, aber auch als Freimaurer mit seinen Mitbrüdern teilen konnte. Beruflich wurde er zum überzeugten Anhänger des US-amerikanischen Architekten Frank Lloyd Wright, nicht allein wegen der räumlichen Qualität dessen Entwürfe, sondern auch wegen dessen Überzeugung, der Mensch habe im Mittelpunkt zu stehen und nicht die Architektur.
1914 heiratete Wils die Apothekerassistentin Gepke van der Veen aus Winschoten; das Paar zog in ein Haus an der Van Buurenstraat in Den Haag.
Von 1915 bis 1917 beteiligte sich Wils an verschiedenen Ausschreibungen, davon die meisten im Stil der Amsterdamer Schule. Erst der letzte Entwurf aus dieser Zeit, ein Pavillon im Groninger Stadtpark von 1917, ist nahezu vollständig im Stil von Frank Lloyd Wright. Heute wird dieser Entwurf unzweifelhaft als fortschrittlich angesehen, das Urteil der damaligen Jury lautete jedoch: „Der Plan mag in seiner Ausführung durchaus interessant erscheinen, wird sich aber für eine Berglandschaft besser eignen als für den flachen Groninger Park.“ 1916 war Wils Sekretär der Architectura et Amicitia geworden und hatte sich als Architekt selbständig gemacht. Neben der Realisierung kleinerer Wohngebäude erhielt er in seinen frühen Jahren den Auftrag zur Planung eines landwirtschaftlichen Gehöfts in Winschoten (1916–1917) und einer Kapelle in Nieuw-Lekkerland (1916–1920).

### De Stijl

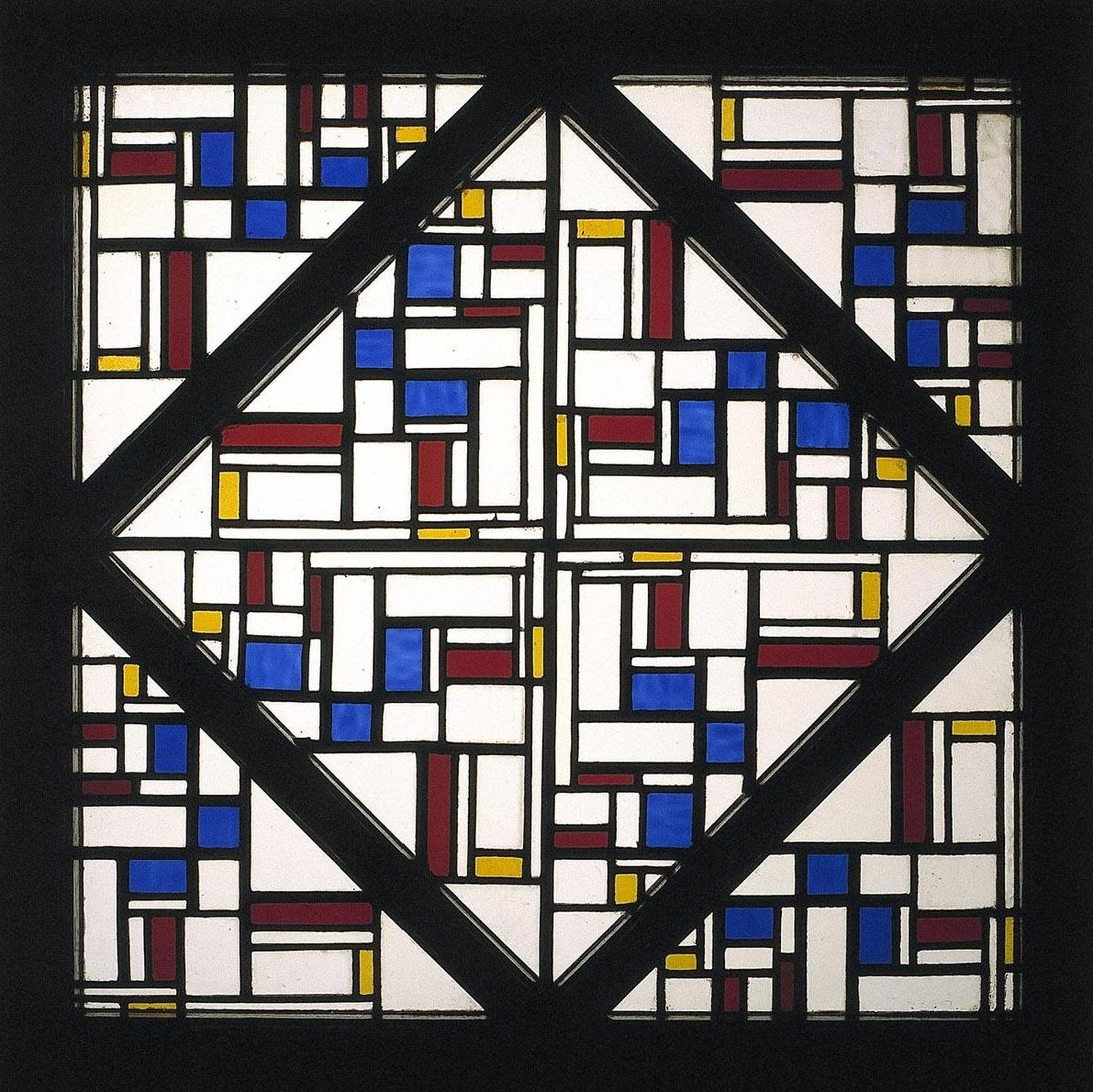
Van Doesburgs Fensterentwurf der Schule in Sint Anthoniepolder

1916 lernte Wils Theo van Doesburg kennen, entweder über Berlage, in der Künstlervereinigung Haagsche Kunstkring oder in dem von van Doesburg 1916 gegründeten Leidener Kunstclub De Sphinx. Sie stellten fest, dass sie ähnliche Ideen über moderne Architektur entwickelt hatten und begannen eine von einer persönlichen Freundschaft begleitete Zusammenarbeit. Die wohl ältesten Spuren ihrer Zusammenarbeit finden sich in einer Schule in Sint Anthoniepolder, die Wils 1916 entworfen hatte und für die van Doesberg 1917 auf seinen Auftrag hin ein farbiges Bleiglasfenster beisteuerte.
1918 gewannen Wils und van Doesburg den zweiten Platz eines Architekturpreises für den Entwurf eines Brunnendenkmals auf dem Bahnhofsplatz von Leeuwarden. Wils hatte die Platzaufteilung und van Doesburg das Monument entworfen.
Ende 1917 lud van Doesburg Wils ein, in seiner kürzlich gegründeten Zeitschrift de Stijl zu publizieren, was er auch mit zwei Artikeln im ersten Jahrgang tat. Die sich um die Zeitschrift formierende Bewegung suchte nach einer Gesellschaftsordnung, in der alle Elemente egalitär, harmonisch und konfliktlos agieren, was den Gedanken Wils' sehr entgegenkam. 1918 unterzeichnete er neben Theo van Doesburg, Robert van ’t Hoff, Vilmos Huszár, Anthony Kok, Piet Mondriaan und Georges Vantongerloo das „Erste Manifest“ und gilt somit als Mitgründer der de Stijl-Gruppe. De Stijl wurde zu einer lockeren Künstlervereinigung, in dessen Zeitschrift sich Wils anfänglich inhaltlich intensiv beteiligte, sich bald aber zunehmend der Zeitschrift Het bouwbedrijf zuwendete, wo er schließlich Redakteur wurde. Wahrscheinlich hat es van Doesburg diesem Umstand zu verdanken, dass er dort ausgiebig publizieren konnte. Bald kam es aber zu Unstimmigkeiten und Auseinandersetzungen zwischen Wils und van Doesburg, die ihre Freundschaft und Zusammenarbeit zunehmend gefährdeten. Van Doesburg wollte Wils untersagen, in anderen Zeitschriften zu publizieren, besonders in Levende Kunst – einem Blatt, das er als direkte Konkurrenz zu de Stijl ansah. Gleichwohl veröffentlichte Wils dort 1918 „De nieuwe bouwkunst. Bij het werk van Frank Lloyd Wright.“ (Die neue Baukunst, gesehen durch das Werk von Frank Lloyd Wright), gefolgt von weiteren Veröffentlichungen in diesem und anderen Blättern.

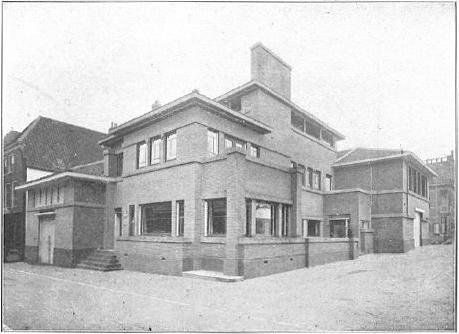
De Dubbele Sleutel in Woerden

1918 erhielt Wils den Auftrag für die Planung des Hotel-Cafés De Dubbele Sleutel in Woerden, in dem er die Ideen eines geometrisch-abstrakten, „asketischen“ Baustils und puristischer Funktionalität umsetzte, das er durch van Doesburg mit einem Farbkonzept betonen ließ. Das Bauwerk gilt als ein exemplarisches Beispiel der frühen Kunsttheorien der de Stijl-Gruppe.
Die Situation zwischen den Freunden eskalierte 1919, als sich van Doesburg einerseits öffentlich beklagte, Wils habe ihn angesichts des Werts seiner künstlerischen Beteiligung an dem Bauvorhaben De Dubbele Sleutel nicht angemessen entlohnt und ihm andererseits Publikationen außerhalb von de Stijl definitiv untersagen wollte. Als Folge zog sich Wils 1919 von van Doesberg zurück und beendete seine aktive Mitgliedschaft in der Gruppe de Stijl. Gleichwohl beteiligte er sich im Juli 1920 zusammen mit den de Stijl-Künstlern an der von dem Haagsche Kunstkring veranstalteten Ausstellung La Section d'Or (Goldener Schnitt), wo er eine Goldmedaille gewann.
Zum endgültigen Bruch mit van Doesburg kam es nach Wils' Erinnerung erst nach dem Bau des Olympiastadions um 1928. „Er wollte uns beherrschen und Diktatorchen spielen“, schrieb er 1965 in einem Brief an Hendrik Theo Wijdeveld, dem Herausgeber der Zeitschrift Wendingen.

### Wils und Eileen Gray
Als Eileen Gray 1922 in Amsterdam an einer Ausstellung französischer Designer teilnahm und mit ihrem „Raum für Monte Carlo“ wenig Anklang fand, lernte sie Wils kennen, der Interesse an ihren Arbeiten zeigte, und mit ihr einen Briefwechsel begann. Als Hommage an dessen Ideale entwarf sie einen zweifarbigen – elfenbein und schwarz – Tisch aus asymmetrisch verteilten vertikalen und horizontalen Flächen von unterschiedlicher Größe, der in seiner Konstruktion und den geometrischen Strukturelementen an Gerrit Rietvelds „Rot-Blau“-Stuhl von 1918 erinnert. Wils vermittelte Gray Kontakte, so dass im Juli 1923 die niederländische Zeitschrift Bouwkundig Weekblad einen Artikel über ihr Werk vorstellen konnte. Im selben Jahr organisierte eine Gruppe niederländischer Architekten eine Ausstellung in Paris, an der Wils neben van Doesburg, van Eesteren, Oud und Rietveld teilnahm und wozu er Gray mitbrachte. Im Juni 1924 erschien in einer Sondernummer des Fachblattes de Wendingen von Wils und Jean Badovici, einem in Paris lebenden rumänischen Architekturkritiker, ein Artikel über Grays Arbeiten.

### Vereinsarbeit: Freimaurerei
Ein wichtiger Umstand im Leben von Wils war seine Mitgliedschaft in einer Freimaurerloge. Ab ungefähr 1916 zeigte sich sein Interesse für die verborgene Geometrie (durch die ungelöste, rätselhafte Phänomene nicht nur in der Kunst und hochrangigen Werken, wie beispielsweise von Raphael, Dürer, Cranach, Rembrandt oder Vermeer erklärbar, sondern die Schöpfung als solche verstehbar werden sollen.), für Hermetik und andere „Geheimwissenschaften“. Wils war damit nicht der einzige aus der de Stijl-Gruppe, der von dem theosophischen Philosophen Matthieu Schoenmaekers und den Ideen des niederländischen Mathematikers Jan Brouwer beeinflusst war, die einen „positiven Mystizismus“ und „die Lehre einer plastischen Mathematik auf neuplatonischer Grundlage“ vertraten. Am 29. April 1929 wurde Wils als Lehrling in die Loge L'Union Frédéric in Den Haag aufgenommen, zwei Jahre später wurde er Geselle und am 4. März 1932 Meister. Bis zu seinem Tod blieb er Logenmitglied, lediglich in den Jahren 1955 bis 1961 war er zusätzlich Mitglied in der Loge de Vlammende Ster.
Wils hatte zusammen mit den Architekten Wegerif und Baanders großen Einfluss auf die Gründung der Freimaurerstiftung Ritus en Tempelbouw, die am 21. Juni 1931 ins Leben gerufen wurde.

## Werk

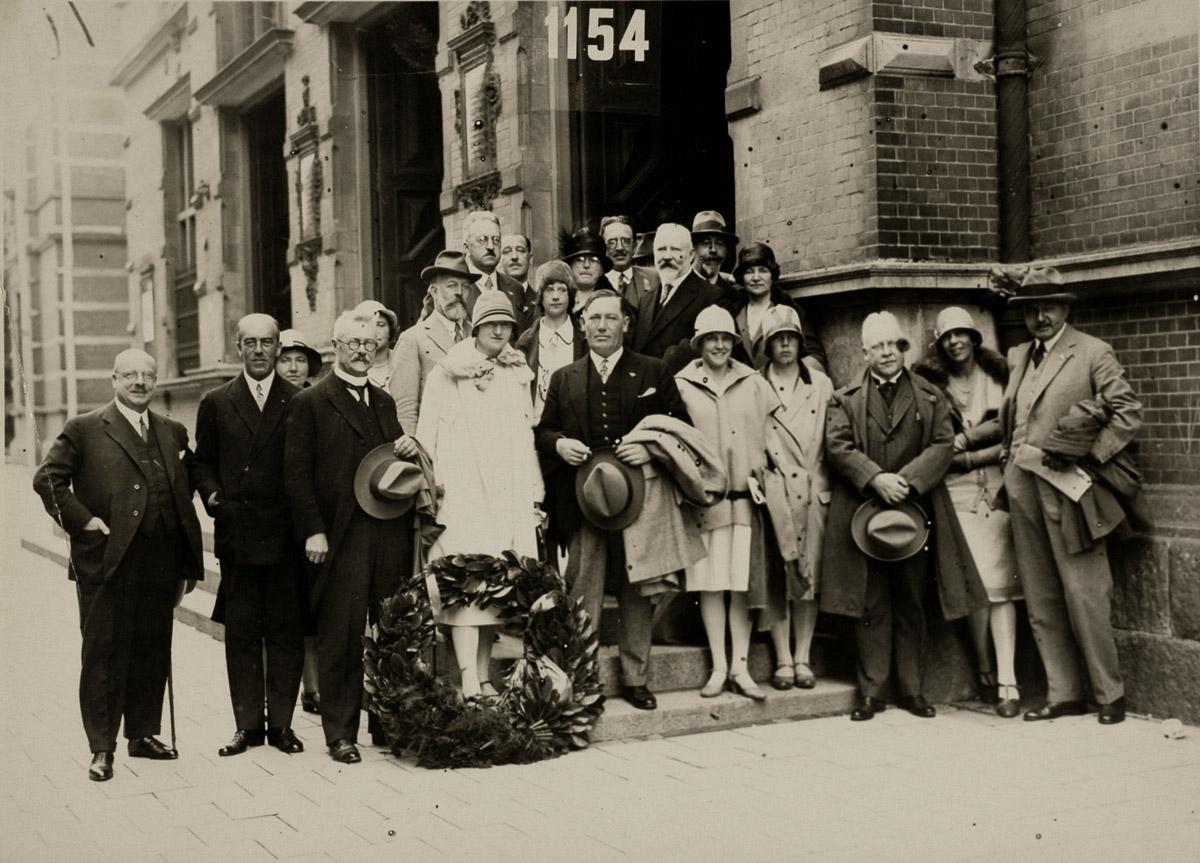
Wils (Mitte) vor dem Stedelijk Museum Amsterdam am 30. Juli 1928 nach Erhalt der Auszeichnung für das Olympiastadion von Amsterdam

Weitere bedeutende Projekte waren die Den Haager Wohnanlage „Papaverhof“, erbaut von 1920 bis 1922, ein Bürogebäude für die Centrale Onderlinge Bedrijfsvereniging voor Ziekteverzekering an Van Alkemadelaan 700 in Den Haag, 1933 bis 1935 sowie das Amsterdamer Lichtspieltheater „City“ an der Leidseplein von 1935 bis 1936. Sein wichtigstes Projekt aber war das für die Olympischen Spiele von 1928 entworfene Olympiastadion in Amsterdam, für das er 1928 anlässlich des Kunstwettbewerbs Architektur mit der die Goldmedaille ausgezeichnet wurde.

### Sozialer Wohnungsbau: Papaverhof Den Haag
„Ein Höhepunkt der modernen städtischen Wohnnarchitektur in den Niederlanden, seines der ersten Beispiele der Revolution, die um 1920 in der niederländischen Architektur stattfand.“

### Bruynzeel-Fabrik in Zaandam
1920 erhielt Wils von Cornelis Bruynzeel den Auftrag, das neue Fabrikgebäude seiner SA Hollandsche Deurenfabriek C. Bruynzeel und Söhne in Zaandam zu planen. Die holzverarbeitende Fabrik war das erste größere Unternehmen, das die Möglichkeiten des neuen Seehafens und die damit entstandenen verbesserten Verkehrsanbindungen nutzen wollte. Piet Zwart (1885–1964) fertigte Perspektivzeichnung der Planungen, davon eine in Farbe, aus der die ungewöhnliche Farbstellung ersichtlich ist: Die Fassaden in einem undefinierbaren gelb-braun-ocker-Ton, die Zugänge und Fensterrahmen kobaltblau lackiert und die Fensterrahmen grün. Am 12. September 1920 erfolgte der erste Spatenstich und bereits ein Jahr später war die Anlage bestehend aus diversen Fabrikhallen, einem Bürogebäude, Magazin, Hausmeisterwohnung und Nebengelass bezugsfertig. 1947 und 1956 entwirft Wils Um- und Anbauten des Komplexes, speziell die Errichtung eines Kantinengebäudes und einigen Garagen sowie die Erweiterung des Bürogebäudes.

### Olympiastadion Amsterdam

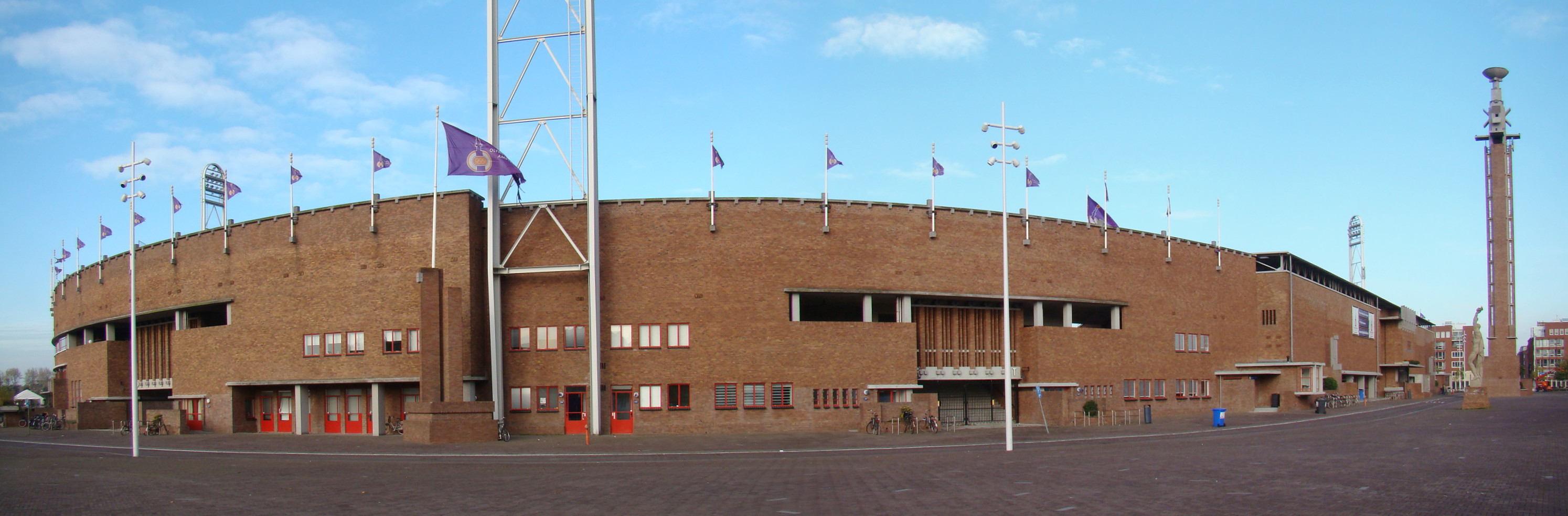
Das Olympiastadion in Amsterdam

Die Olympischen Spiele wurden 1928 in Amsterdam ausgetragen. Das Olympiastadion wurde speziell zu diesem Anlass gebaut.
Der Haupteingang des Stadions wird von einem schlanken Turm markiert, auf dem die olympischen Flamme loderte, die bei diesen Spielen zum ersten Mal entzündet wurde. Innerhalb der geschlossenen, konventionellen Backsteinfassade wählte Wils in Anlehnung an die Architektur von Frank Lloyd Wrights moderne Materialien und Konstruktionen aus, so dass sich Innen- und Außenseite durch einen starken Kontrast auszeichnen. Der sachliche Stahlbetonskelettbau kommt nur an der Innenseite zur Geltung. Für den Bau gewann Wils bei dem damals noch durchgeführten Kunstwettbewerb anlässlich der Olympischen Spiele die Goldmedaille.
Nach Beendigung der Olympischen Spiele war das Stadion zunächst ein wichtiger Gewinn für die Stadt Amsterdam. Es wurde intensiv als Freiluftarena für Fußballspiele, Radrennen und Hockeyspiele, aber auch für den Geburtstag der Königin und für Popfestivals, genutzt. Im Lauf der Zeit ließ das Interesse allerdings nach und das Stadion verfiel zusehends. Ab 1996 wurde es, federführend durch das Architekturbüro van Stigt, aufwändig renoviert, die 1937 erfolgte Tribünenerweiterung wurde entfernt und das Gebäude weitgehend in seinen ursprünglichen Zustand zurückversetzt und als Begegnungsstätte für Sport- und Kulturveranstaltungen umgebaut, das auch Büros und Privatwohnungen beherbergt.

### Innenausstattung
Wils war auch innenarchitektonisch tätig; auf diesem Gebiet gehört das photographische Atelier Berssenbrugge von 1921 zu seinen wichtigsten Arbeiten. Dieses Projekt führte er gemeinsam mit dem Maler Vilmos Huszár aus. Es gilt als ein führendes Beispiel für eine streng sachlich-konstruktive Lösung des Raumes, der eine passende Fassung für die sich darin aufhaltenden Menschen bildet.

## Bauwerke (Auswahl)
- 1912: Autowerkstatt in Alkmaar
- 1916: Gehöft in Winschoten

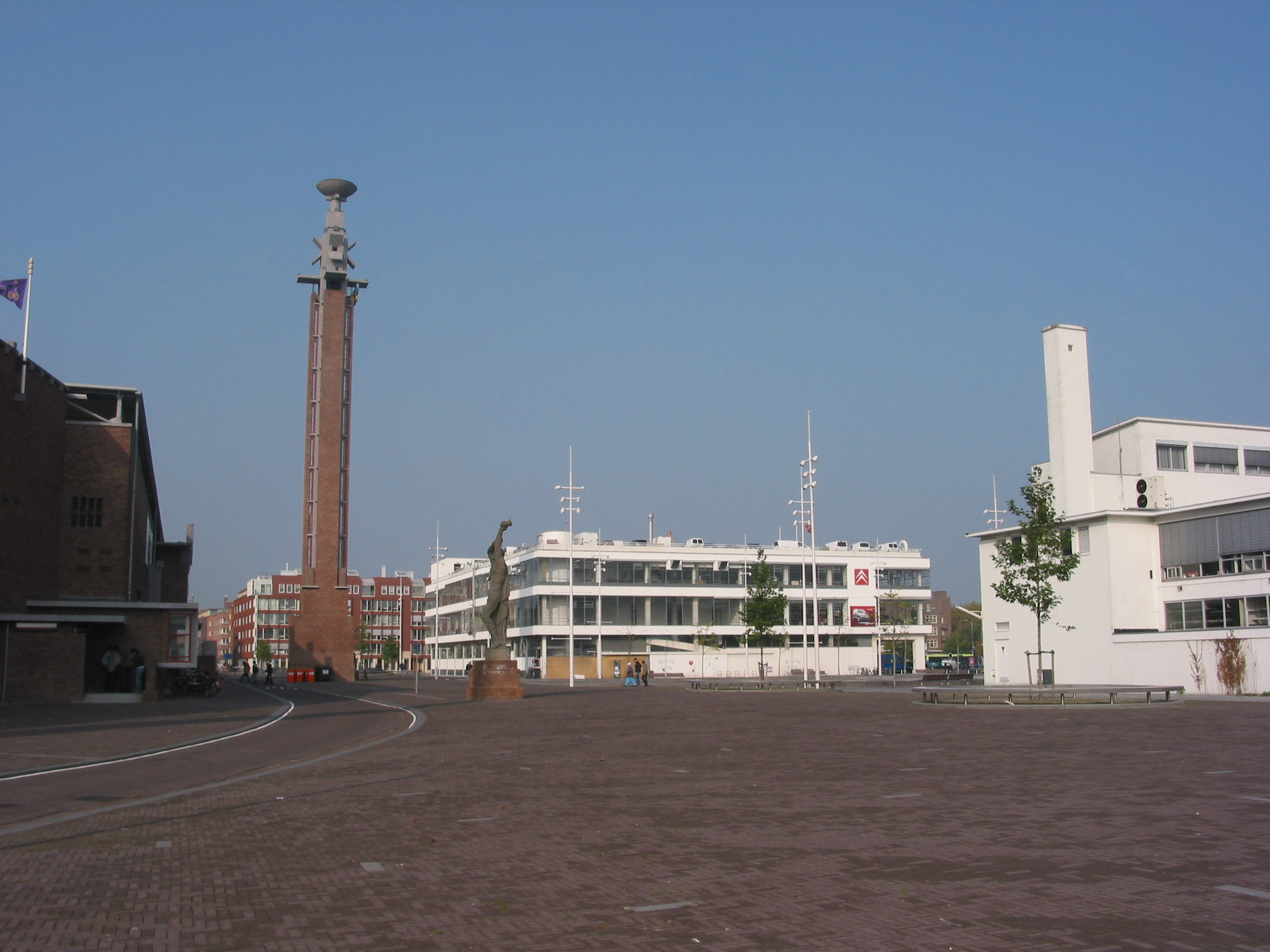
Vier Bauwerke von Wils im Amsterdamer Stadtbild, v. l. n. r.: Olympisches Stadion (teilw.), Marathon-Tor, Nördliches und Südliches Citroën-Gebäude (teilw.). Ansicht von 2007

- 1916–1920: Kapelle der Reformierten Gemeinde in Nieuw-Lekkerland
- 1919: Pavillon in Groningen
- 1919–1922: Papaverhof, Daal en Berg in Den Haag
- 1920/1921: Fabrikanlage der Firma Bruynzeel in Zaandam
- 1918/1919: Hotel-Café De Dubbele Sleutel in Woerden
- 1926: Kaufhaus Korsten (nicht ausgeführter Entwurf), Koningsplein in Amsterdam
- 1926–1928: Olympisches Stadion, Stadionplein in Amsterdam
- 1929–1931: Citroën-Gebäude, Stadionplein in Amsterdam
- 1930–1931: Bürogebäude OLVEH (abgerissen), Piet Heinplein in Den Haag
- 1933–1935: Bürogebäude für die Centrale Onderlinge Bedrijfsvereniging voor Ziekteverzekering, Van Alkemadelaan 700 in Den Haag
- 1934/1935: Centrale Onderlinge, Van Alkemadelaan 700 in Den Haag
- 1934/1935: City-Theater, Kleine Gartmanplantsoen 15–19, Amsterdam (mit Oscar Rosendahl)[24]
- 1939: Siedlung Keizer Karel Park in Amstelveen
- 1940: Wohnblock Schiedamsevest in Rotterdam
- 1952: Hotel Bouwes in Zandvoort
- 1959: Citroën-Gebäude II, Stadionplein in Amsterdam
- 1963–1969: Bouwes Place in Zandvoort

## Galerie

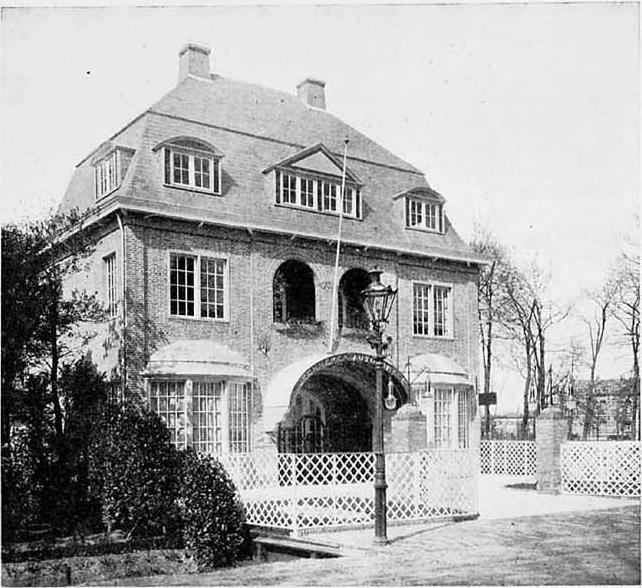
Autowerkstatt in Alkmar von 1912
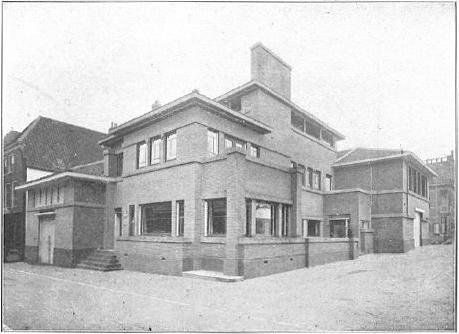
Hotel-Café De Dubbele Sleutel in Woerden von 1919
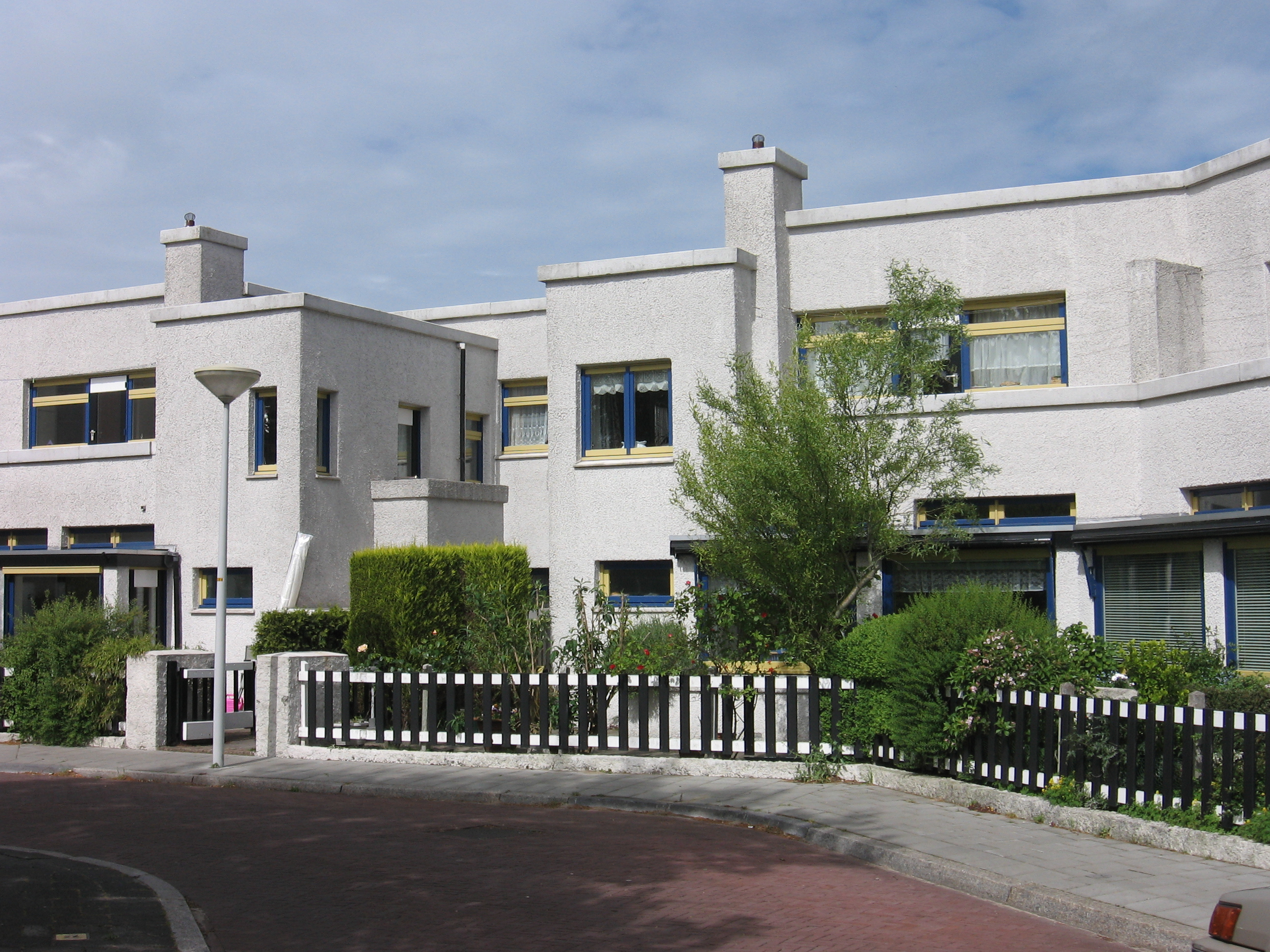
Papaverhof in Den Haag, erbaut 1920–22
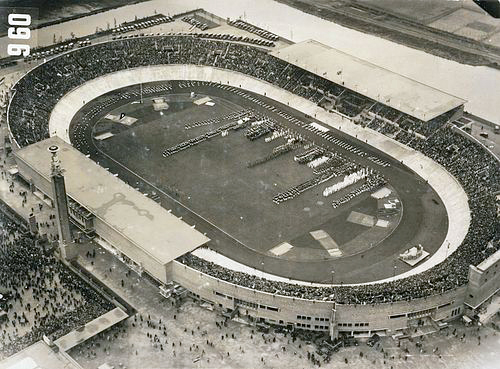
Das Olympiastadion in Amsterdam, 1926–1928
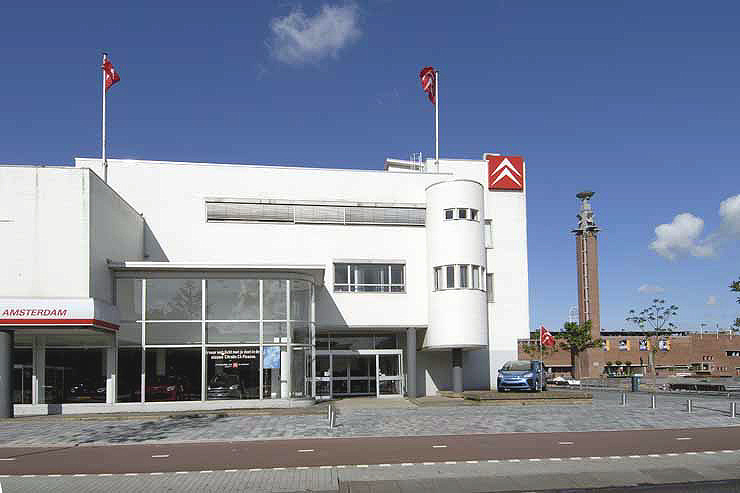
Citroengebäude in Amsterdam, 1931
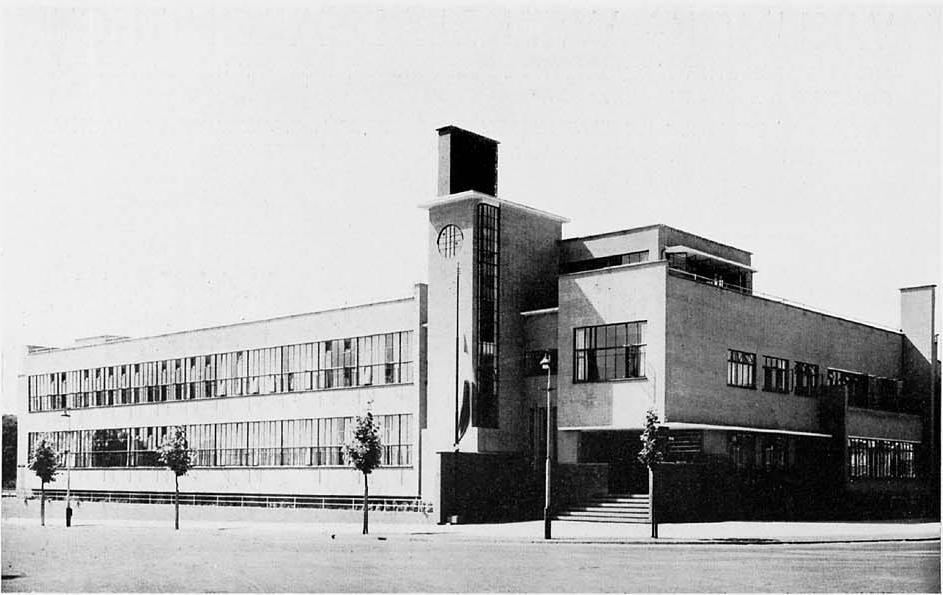
Centrale Onderlinge Bedrijfsvereniging voor Ziekteverzekering, Van Alkemadelaan in Den Haag, 1933–1935
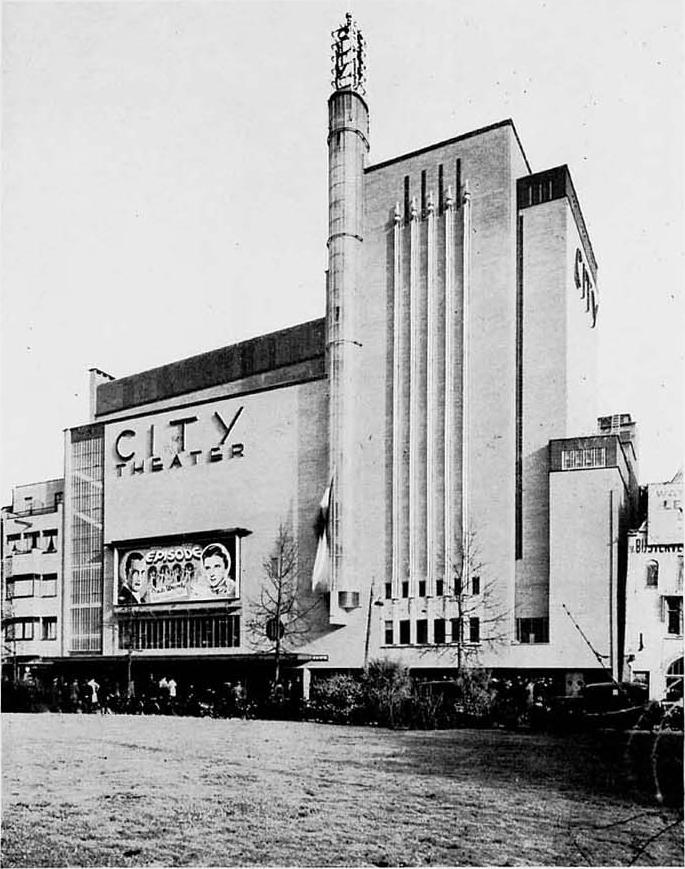
Das City Lichtspieltheater in Amsterdam 1935/36
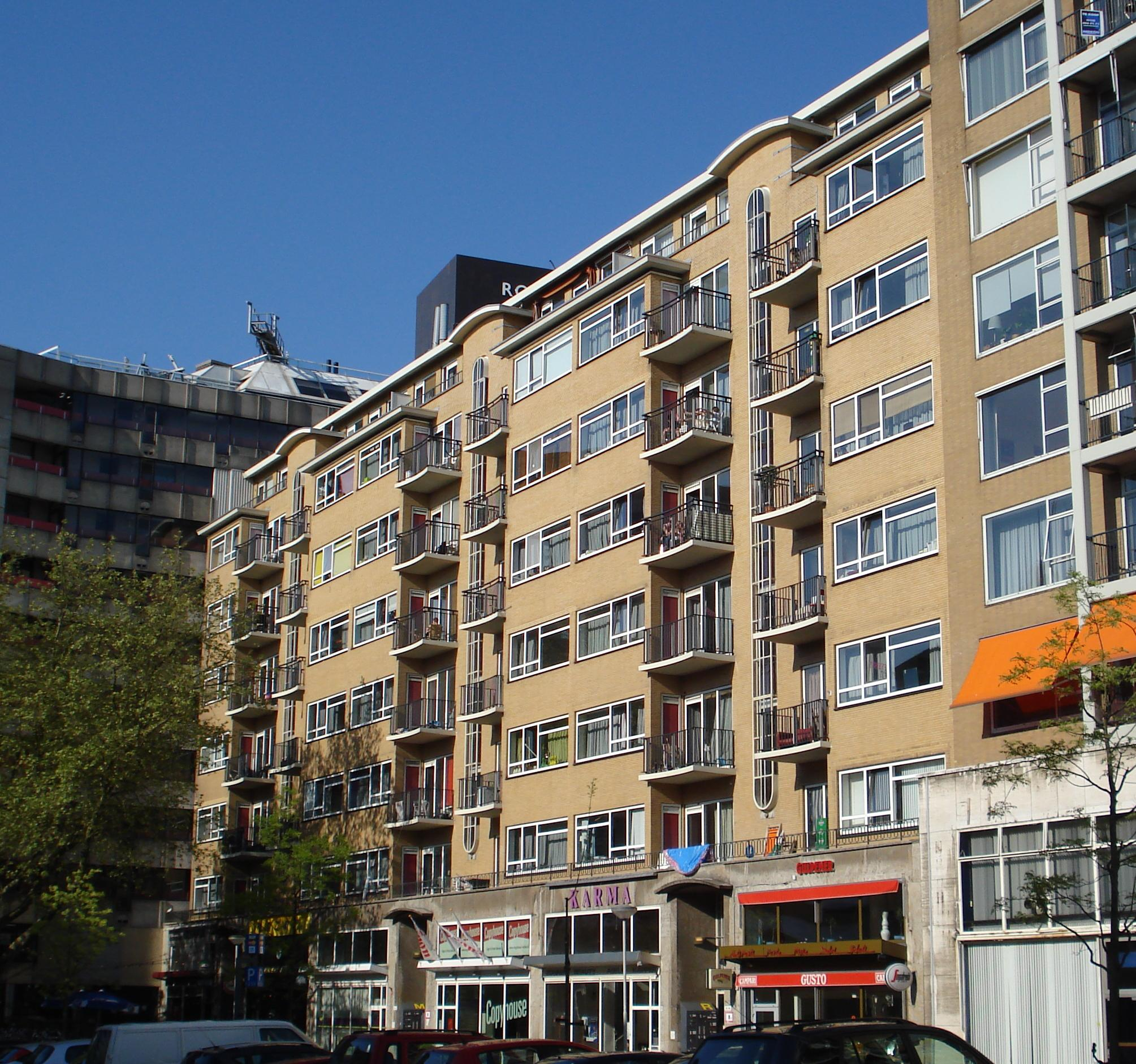
Wohnblock Schiedamsevest in Rotterdam

## Publikationen (Auswahl)
- De architectuur van het gebouwtje [...], in: Architectura, 22. Jahrgang, Nr. 35, 29. August 1914, S. 269–270.Siehe TU Delft scan 1 und scan 2.
- Auto-garage in Alkmaar, in: Bouwkundig Weekblad, 34. Jahrgang, Nr. 11, 14. März 1915, S. 125–127. Siehe TU Delft scan 1 und scan 2.
- Club van Haagsche leden van het genootschap A. et A. Verslag over het Vereenigingsjaar 1915, in: Architectura, 24. Jahrgang, Nr. 13, 25. März 1916, S. 99–100. Siehe TU Delft scan 1 und scan 2.
- Voorlichting, in: Architectura, 24. Jahrgang, Nr. 17, 22. April 1916, S. 133. Siehe scan TU Delft.
- Club van Haagsche leden gen. A. et A. Over beeldhouwwerk. Lezing Willem C. Brouwer, in: Architectura, 24. Jahrgang, Nr. 26, 24. Juni 1916, S. 203–205. Siehe TU Delft scan 1 und scan 2.
- Excursie club van Haagsche leden A. et A., in: Architectura, 24. Jahrgang, Nr. 29, 15. Juli 1916, S. 230. Siehe scan TU Delft.
- De figuren van Brouwer aan het departement van landbouw, handel en nijverheid, in: Architectura, 24. Jahrgang, Nr. 52, 23. Dezember 1916, S. 401. Siehe scan TU Delft.
- Club van Haagsche leden A. et A. Verslag over het Vereenigingsjaar 1916, in: Architectura, 25. Jahrgang, Nr. 8, 24. Februar 1917, S. 52–53. Siehe scan TU Delft.
- De nieuwe bouwkunst, in: De Stijl, 1. Jahrgang, Nr. 3, Januar 1918, S. 31–33. Siehe Digital Dada Library.
- Symmetrie en kultuur, in: De Stijl, 1. Jahrgang, Nr. 12, Oktober 1918, S. 137–140. Siehe Digital Dada Library.
- Jaarbeurs.-Vrede.-Woningnood, in: Het Vaderland, 28. Februar 1920.
- Een paar gedachten over de woning van onzen tijd, in: Het Vaderland, 6. März 1920, S. C.
- Het normalisatierapport, in: Het Vaderland, 52. Jahrgang, Nr. 86, 27. März 1920, S. C.
- De stad als kunstwerk, in: Het Vaderland, 4. Mai 1920, avondblad, S. B2.
- Het Stadswoonhuis in Nederland gedurende de laatste 25 jaren, door J.W. Leijman, B.I. Martinus Nijhoff, 's-Gravenhage, 1920, in: Het Vaderland, 28. Juli 1920, S. A.
- De nieuwe woonwijken, in: Het Vaderland, 52. Jahrgang, Nr. 23, 21. August 1920: avondblad, S. A1.
- Het gebouw der Handelmaatschappij, in: Het Vaderland, 15. September 1920, avondblad, S. A2.
- Het gebouw der Nederlandsche Handel-Maatschappij, in: Het Vaderland, 52. Jahrgang, Nr. 266, 25. September 1920, S. A.
- Socialisatie - Normalisatie, in: Het Vaderland, 2. Oktober 1920, avondblad, S. 2.
- Handel, verkeerswezen en bouwkunst, in: Het Vaderland, 7. Oktober 1920, avondblad, S. B2.
- Het Woonhuis. Deel 1. – Zijn bouw. Amsterdam: Elsevier, 1922.
- Het Woonhuis. Deel 2. – Indeeling en inrichting. Amsterdam: Elsevier, 1923.
- Prijsvraag sportpark, in: Architectura, 27. Jahrgang, Nr. 4, 27. Januar 1923, S. 36. Siehe scan TU Delft.
- Steun aan Oostenrijksche architecten, in: Architectura, 27. Jahrgang, Nr. 17, 28. April 1923: S. 91–92. Siehe TU Delft scan 1 und scan 2.
- Veranderde stadsbeelden in Den Haag, in: Het Vaderland, 22. Oktober 1923, S. A1.
- De Jubileum-bouwkunsttentoonstelling te Amsterdam, in: Het Vaderland, 15. September 1923, S. B2.
- Schoonheiscommissies III. Antwoord van Jan Wils, in: Bouwkundig Weekblad, 45. Jahrgang, No. 5, 2. Februar 1924, S. 63. Siehe scan TU Delft.
- Tentoonstelling Bouwkunst en Kunstnijverheid in den Haagschen Kunstkring, in: Het Vaderland, 25. April 1924, S. A1.
- De Bescherming van Buitenmuren bij Platafdakking, Het Bouwbedrijf, 1. Jahrgang, No. 1, Juli 1924.
- Na het Stedebouwcongres. De noodzaak van gewestelijke uitbreidingsplannen, in: Het Vaderland, 19. Juli 1924, S. A1.
- De verbreeding van de 1e van den Boschstraat. Geen verkeersbelang en architectonisch een misgreep, in: Het Vaderland, 7. September 1924, S. A1.
- Zoomin van een huis een goed oordeel gevormd kan worden (...), in: Het Vaderland, 5. März 1925, S. A1.
- Het ambachts onderwijs. Naar aanleiding van de Tentoonstelling 2de Ambachtsschool-de la Reystraat, Het Vaderland, 6. April 1925, S. A1.
- De Haagsche Havenplannen en Voorgurg's landelijke schoonheid, in: Het Vaderland, 3. Dezember 1925, S. A1.
- Gebouwen en terreinen voor gymnastiek, spel en sport. Handleiding voor den bouw, den aanleg en de inrichting. (Scharroo, P. W. en Jan Wils (1925)), Amsterdam: Ahrend.
- Dr. H.P. Berlage. 1856-21 Febr. 1926, in: Het Vaderland, 20. Februar 1926, S. A1.